# Coelopleurus interruptus
Coelopleurus interruptus is een zee-egel uit de familie Arbaciidae. De wetenschappelijke naam van de soort werd voor het eerst geldig gepubliceerd in 1910 door Ludwig Döderlein.